# Lithium-Luft-Akkumulator
Der Lithium-Luft-Akkumulator ist eine mit Stand 2019 in der Laborforschung befindliche Ausführung eines wiederaufladbaren Akkumulators mit einer Zellspannung von 2,96 V. Der Lithium-Luft-Akkumulator mit metallischer Elektrode aus Lithium zählt von seinem Aufbau nicht zu den Lithium-Ionen-Akkumulatoren, in welchen Lithium als Ionenquelle und nur in chemisch gebundener Form vorkommt, sondern verwendet die Umgebungsluft als Oxidator.
Es existieren mehrere mögliche Ausführungsformen, die seit Jahren Thema verschiedener Forschungsarbeiten sind. Der Grund für die Forschungstätigkeiten in diesem Bereich liegt in der theoretisch hohen spezifischen Energie von 40,10 MJ/kg (11,14 kWh/kg). Damit würden Lithium-Luft-Akkumulatoren eine um ca. 10- bis 20-fach höhere spezifische Energie als herkömmliche Lithiumionenakkumulatoren aufweisen und sich an die Energiedichte von Kraftstoffen für Verbrennungsmotoren annähern.

## Aufbau

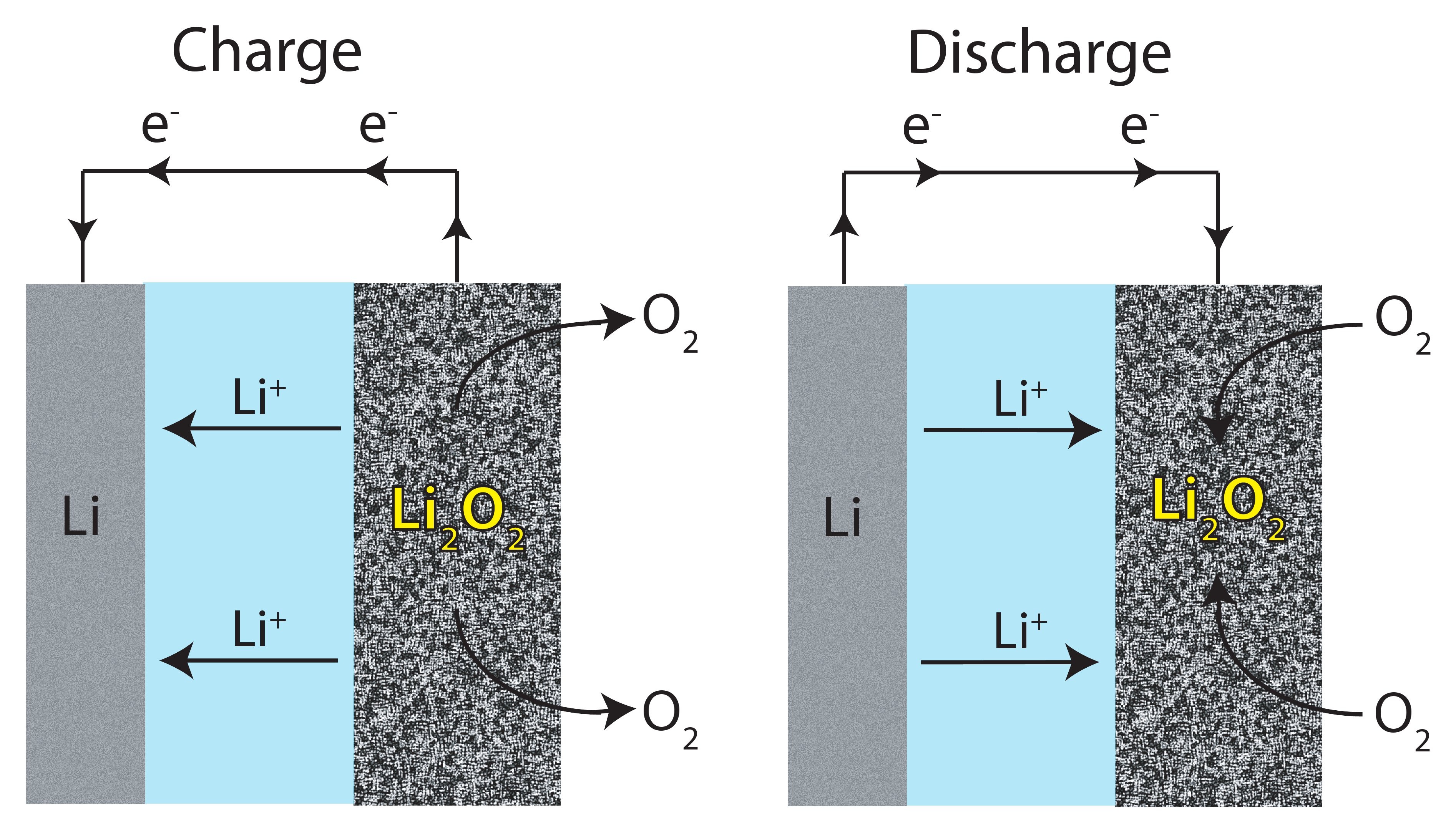
Lade- und Entladezyklus am Lithium-Luft-Akkumulator

Trotz der in Details unterschiedlichen Ausführungsformen ist das grundlegende Funktionsprinzip bei allen Lithium-Luft-Akkumulatortypen gleich. Bei der Entladung wird an der negativen Lithium-Elektrode unter Abgabe eines Elektrons ein positives Lithiumion über den Elektrolyten an die positive Elektrode abgegeben, wohin das Elektron über einen äußeren Leiter gelangt. Dort wird Sauerstoff (O2) reduziert, wobei zunächst Lithiumperoxid (Li2O2) und danach Lithiumoxid (Li2O) entsteht. Bei der Ladung des Akkumulators kehrt sich dieser Vorgang um: an der positiven Elektrode wird Sauerstoff abgegeben, an der negativen Elektrode wird metallisches Lithium abgeschieden.
Die positive Elektrode ist aus mesoporösem Kohlenstoff aufgebaut und ist am elektrochemischen Prozess nicht direkt beteiligt. Der Kohlenstoff dient als elektrischer Leiter und Anschluss, die mesoporöse Struktur zur Maximierung der Oberfläche, um die Oxidation der Lithiumionen bzw. den Zutritt des Sauerstoffs zu erleichtern. Die negative Elektrode besteht aus einem Block aus metallischem Lithium. Zwischen den beiden Elektroden befindet sich ein Elektrolyt, welcher flüssig oder fest sein kann. Im letzteren Fall liegt ein Festkörperakkumulator vor.

## Technische Schwierigkeiten
Die praktische Umsetzung von Lithium-Luft-Akkumulatoren stößt auf verschiedene Schwierigkeiten, weshalb dieser Akkumulatortyp im Forschungsstadium ist. Zu den Hauptproblemen des Lithium-Luft-Akkumulators zählen unter anderem:
- An der mesoporösen Elektrode aus Kohlenstoff kommt es zu einer Verstopfung, welche die Kapazität reduziert.
- Die Wirkungen der Porengröße und deren Verteilung im Kohlenstoff werden nur unvollständig verstanden.
- Wird der Sauerstoff der Umgebungsluft entnommen, kann es durch den in der Umgebungsluft immer vorhandenen Wasserdampf (Luftfeuchtigkeit) zu einer Beeinträchtigung der galvanischen Zelle kommen. Ist die Zelle hermetisch abgeschlossen, sinkt die hohe spezifische Energie, da das Reservoir für den Sauerstoff mitgerechnet werden muss.
- Speziell beim Laden von Lithium-Luftakkus kommt es zur Bildung des extrem reaktiven Singulett-Sauerstoff, der zur Korrosion der Kathodenmaterialien führt und die zyklische Lebensdauer massiv reduziert.[4]
- An der metallischen Lithiumelektrode kann es durch ungewolltes Kristallwachstum und die Ausbildung von sogenannten Dendriten zu inneren elektrischen Kurzschlüssen im Akkumulator kommen.

Angesichts der vielen Schwierigkeiten sieht der Batteriematerialforscher M. Stanley Whittingham keine Chance auf einen Einsatz von Lithium-Luft-Batterien in Elektrofahrzeugen. Viele Forscher würden sie sogar als hoffnungslosen Fall betrachten.
2016 beschrieb das Massachusetts Institute of Technology eine neue Bauart, bei welcher der Sauerstoff zwischen unterschiedlichen Lithium-Sauerstoffverbindungen in einem geschlossenen Kreislauf so übertragen wird, dass ein gasförmiger Zustand nicht vorkommt. Zugleich erhöht sich mit dieser Bauart der Wirkungsgrad erheblich.

## Historisches
Die hohe theoretische Energiedichte von Lithium-Luft-Batterien ist schon lange bekannt. Nachdem gezeigt worden war, dass eine Verwendung von Lithium in wässrigen konzentrierten LiOH-Lösungen denkbar sei, wurde eine wasserbasierte Lithium-Luft-Batterie Anfang der 1980er Jahre auch im Hinblick auf eine Verwendung in Elektrofahrzeugen bewertet. Die damalige, in den USA angefertigte Studie sprach von einer geringen Wahrscheinlichkeit eines erfolgreichen Einsatzes, insbesondere weil die US-amerikanischen Lithiumreserven für einen breiten Einsatz nicht ausreichen würden. 1987 wurde ein Hochtemperatur-Lithium-Luft-Akkumulator vorgestellt, der einen festen Elektrolyten auf Zirkoniumoxidbasis verwendete. 1996 wurde ein Lithium-Luft-Akkumulator mit Polymerelektrolyt vorgestellt.

## Forschung
Der Lithium-Luft-Akku ist nicht kommerziell erhältlich, ein Großteil der Forschung am Lithium-Luft-Akku erfolgt mit öffentlichen Geldern, z. B. an Universitäten. Es gibt aber auch Firmen, die sich an der Forschung beteiligen, z. B. die Firma PolyPlus Battery Company Inc. Auch die Firmengruppe Yardney Technical Products/Lithion Inc. hat daran gearbeitet. IBM startete 2009 das Battery 500-Projekt, das ebenfalls die Entwicklung einer Lithium-Luft-Zelle zum Ziel hatte. In Deutschland arbeitete ein Firmenkonsortium unter Beteiligung der Firmen Schott AG, Volkswagen AG, Chemetall/Rockwood Lithium und Varta Microbattery am Lithium-Luft-System. Im Januar 2022 wurde von einer japanischen Forschergruppe die Entwicklung eines Lithium-Luft-Akkus mit 500 Wh/kg und 100 Zyklen bekanntgegeben. Die Kombination aus Energiedichte und Zyklenzahl galt dabei als Neuerung. Im Februar 2023 meldete eine US-Forschergruppe die Entwicklung eines Lithium-Luft-Akkus mit einem Festelektrolyten mit 1000 Zyklen und prognostiziert dafür eine Ladedichte von bis zu 1.200 Wh/kg.